# ماکئوانا (برئا)
ماکئوانا یک شورای اجتماعی در ناحیه برئا واقع در کشور لسوتو است. بر اساس آمار سال ۲۰۰۶، جمعیت این منطقه برابر با ۳۳٬۴۴۵ نفر بوده‌است.

## روستاها
شورای جامعهٔ ماکئوانا شامل روستاهای زیر می‌باشد:
بوپه‌فه‌تسا (Bophephetsa)
ها ماکالیسو (Ha 'Makaliso)
ها مالخاسه (Ha 'Malekhase)
ها ماماتبله (Ha 'Mamatebele)
ها ماپا (Ha 'Mapa)
ها مولاوا (Ha 'Molaoa)
ها بلا-بسا (Ha Bela-Besa)
ها بورانتا (Ha Boranta)
ها چابلی (Ha Chabeli)
ها چاکاتسا (Ha Chakatsa)
ها چتانه (Ha Chetane) – (Ha Tau)
ها جوبو (Ha Jobo)
ها خاموتی (Ha Khamothi)
ها خوارای (Ha Khoarai)
ها خوپو (Ha Khopo)
ها کوتسوپا (Ha Kutsupa)
ها لبه‌سه (Ha Lebese)
ها لبوُنا (Ha Lebona)
ها لجاها (Ha Lejaha)
ها لسیبه (Ha Lesibe)
ها لتسیه (Ha Letsie)
ها لیتا (Ha Lieta)
ها ماهانا (Ha Mahana)
ها مایمه (Ha Maime)
ها ماخائولا (Ha Makhaola)
ها ماکوآنیانه (Ha Makoanyane)
ها ماکومو (Ha Makomo)
ها ماکوپوتسا (Ha Makopotsa)
ها مالپا (Ha Malepa)
ها مالیبنگ (Ha Malibeng)
ها مانگانا (Ha Mangana)
ها مانگواتو (Ha Mangoato)
ها ماکوتوانه (Ha Maqotoane)
ها ماسوفا – میلینگ (Ha Masopha, Meeling)
ها ماتکانه – ها کوتا (Ha Matekane, Ha Kota)
ها ماتسا (Ha Matsa)
ها ماتسوسو (Ha Matsoso)
ها موکوئنا (Ha Mokoena)
ها مولیکوآ (Ha Molikuoa)
ها مونیای (Ha Monyai)
ها موتاکاتی (Ha Mothakathi)
ها موتتتی (Ha Mothethi)
ها انکونیانه (Ha Nkunyane)
ها انکوتو – سبتیا (Ha Nkutu, Sebetia)
ها انکوتونیانه – تلوآلانگ (Ha Nkutunyane, Tloaalang)
ها نونیانا (Ha Nonyana)
ها انتسانه (Ha Ntsane)
ها اوتسی (Ha Oetsi)
ها فاتسوا (Ha Phatsoa)
ها پیتا (Ha Pita)
ها پوشولی (Ha Posholi)
ها پولومو (Ha Pulumo)
ها پوانه (Ha Puoane)
ها رالتسائه (Ha Raletsae)
ها راموهوبو (Ha Ramohobo)
ها سیانا (Ha Seana)
ها سمه (Ha Seme)
ها سراها-ماجوه (Ha Seraha-Majoe)
ها تاسو (Ha Taaso)
ها ثابو (Ha Thabo)
ها ته‌به – سبتیا (Ha Thebe, Sebetia)
ها توبوللا (Ha Tobolela)
کِتا (Khetha)
خوآخوئنگ (Khoakhoeng)
خخوبا (Khokhoba)
لهلاکائنگ (Lehlakaneng)
لیهلولونگ (Lihlolong)
لیفاکوئنگ (Liphakoeng)
ماچالفوسه (Machalefose)
مافیکنگ (Mafikeng)
مافوتولنگ (Mafotholeng)
ماهولونگ (Maholong)
ماخانفولهی (Makhanfolehi)
ماخالونگ (Makhalong)
مالوبا-لوبه (Maluba-Lube)
مانکوئنگ (Mankoeng)
ماپاتشواننگ (Maphatšoaneng)
ماتانگوآنانگ (Matangoaneng)
ماتمنگ (Matemeng)
میلینگ (Meeling)
موکواللونگ (Mokoallong)
موتسه-موچا – کتان (Motse-Mocha, Qethane)
موتسکوا (Motsekuoa)
انکته‌تلنگ (Nkhetheleng)
فهامنگ (Phahameng)
پوکله‌لونگ (Pokellong)
کتان (Qethane)
سهلابنگ (Sehlabeng)
سککواننگ (Sekokoaneng)
ترای هوئک (Terai Hoek)
ثابانا-چوآنا (Thabana-Tšooana)
تسیپا و ووکازنزله (Tsipa and Vukazenzele)